# معبد هوکوکو (اوساکا)
معبد هوکوکو (به ژاپنی: 豊國神社, Hōkoku-jinja) یک معبد شینتویی است که در اوساکا ژاپن قرار دارد. یکی از چندین معبدهای تویوکونی است که به افتخار تویوتومی هیده‌یوشی ساخته شده‌است.